# سيرينا ستانهوب
سيرينا ستانهوب  (بالإنجليزية: Serena Stanhope)‏ كونتيسة بريطانية (ولدت في ليمريك ، أيرلندا  يوم 1 مارس من العام 1970) هي ابنة تشارلز ستانهوب (إيرل هارينغتون الثاني عشر)، وهي أيضاً زوجة ديفيد ارمسترونغ جونز (إيرل سنودون الثاني) .